# Amtsgericht Neckarbischofsheim

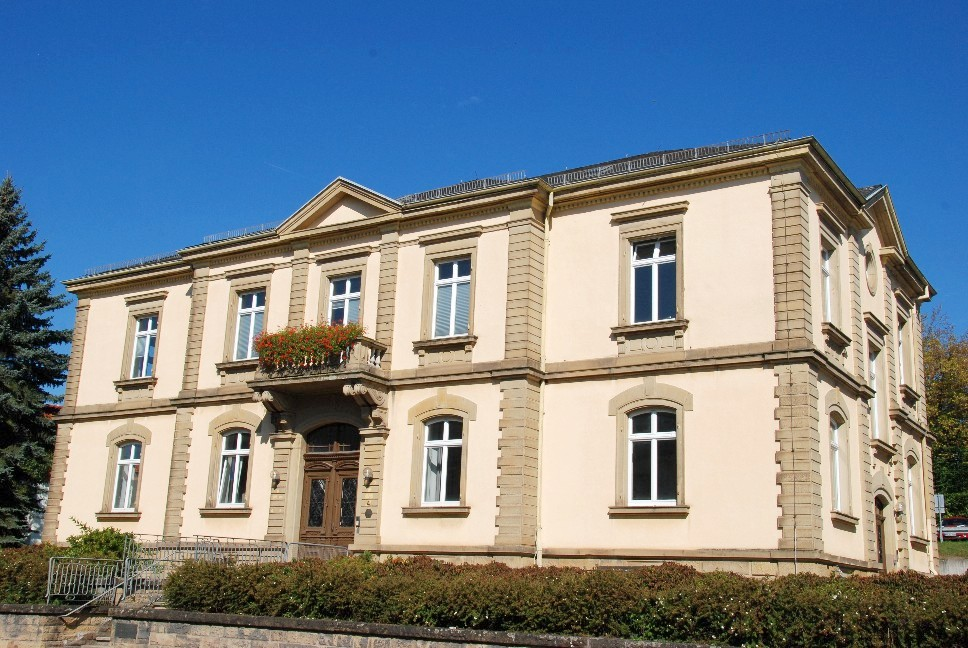
Ehem. Gerichtsgebäude (2011)

Das Amtsgericht Neckarbischofsheim war von 1857 bis 1972 zunächst ein großherzoglich-badisches, dann baden-württembergisches Amtsgericht mit Sitz in Neckarbischofsheim. Übergeordnetes Gericht war zunächst das Hofgericht Mannheim und ab 1864 das Kreisgericht Heidelberg.
Das Bezirksamt Neckarbischofsheim hatte seit seiner Gründung sowohl die Funktion einer Verwaltungsbehörde als auch die eines Gerichtes erster Instanz. Im Jahre 1857 wurden Verwaltung und Rechtspflege unterer Instanz voneinander getrennt. Die Bezirksämter wurden reine Verwaltungseinheiten, die Rechtsprechung wurde von Amtsgerichten übernommen. Das Neckarbischofsheimer Gericht war zunächst eines von 19 Amtsgerichten des badischen Unterrheinkreises. Es war in der großherzoglichen Zeit besetzt mit einem Amtsrichter, einem Registrator, einem Aktuaren, zwei Dekopisten, einem Gefangenenwärter und zwei Gerichtsvollziehern. Als Amtsgefängnis wurde der städtische Kerker am oberen Stadttor genutzt. Der Gerichtssprengel umfasste 16 Gemeinden. Das so entstandene Amtsgericht Neckarbischofsheim wurde 1872 wieder aufgehoben. Der Gerichtssprengel wurde dem des Amtsgerichtes Sinsheim zugeordnet.
Im Jahre 1884 wurde das Amtsgericht Neckarbischofsheim vom Amtsgericht Sinsheim wieder abgetrennt und neu errichtet. Es erhielt seinen Sitz im 1883 erbauten Amtsgerichtsgebäude. Im Rahmen der Gebietsreform in Baden-Württemberg wurde das Amtsgericht endgültig geschlossen. Im Jahre 1975 waren die letzten Mitarbeiter in das Amtsgericht Sinsheim umgezogen.